# Saqueo de Tetuán
El saqueo de Tetuán en 1399 fue un ataque dirigido por Hugo de Mendoza a Tetuán, entonces controlada por el Sultanato Benimerín. El objetivo de este ataque era acabar con sus piratas, que atacaban a los barcos castellanos tras ser incitados a ello por el sultán meriní. 

## Antecedentes
A finales del siglo XIV, Tetuán era conocida por sus piratas que atacaban constantemente a los barcos castellanos. Enrique III de Castilla, cansado de ellos, decidió enviar una flota comandada por Hugo de Mendoza para atacar la ciudad y acabar con estos piratas. 

## El saqueo
En 1399, Hugo de Mendoza desembarcó en las orillas del Martín y marchó hacia Tetuán.  Sin encontrar mucha resistencia, destruyó sus fortificaciones, su puerto y luego ocupó y saqueó la ciudad.  La mitad de la población fue asesinada y la otra mitad fue esclavizada.    Este ataque provocó que la ciudad quedara abandonada durante casi un siglo. 